# The Original Soundtrack (10cc)
The Original Soundtrack is het derde studioalbum van 10cc. Het werd op 5 maart 1975 door Mercury Records uitgebracht. 

## Geschiedenis
De muziekgroep had het helemaal gehad met UK Records, hun platenlabel onder leiding van Jonathan King. Tegelijkertijd deed Phonogram Records een bod, zeker toen zij de opnamen hoorden van I'm Not in Love¹. De band stapte voor een bedrag van (zeer waarschijnlijk) 1.000.000 Amerikaanse dollars over naar Phonogram. Phonogram stalde het bij hun sublabel Mercury Records. Het album gold toen als een standaardalbum binnen de progressieve rock mede door het eerste nummer, een kleine rockopera en de toegepaste technieken bij I’m Not in Love. Het album kenmerkt zich door de hoeveelheid muziekstijlen van bijna klassieke muziek via bossanova, rumba, tango etc. naar rockmuziek. Het aantal stijlen bracht ook een groot aantal ritmes met zich mee. Jonathan King liftte nog mee op het succes; hij bracht nog snel de single Waterfall uit; het werd geen succes.
De hoes is ontworpen door Hipgnosis aan de hand van een foto van Humprey Ocean. Het gaat waarschijnlijk om een still uit The Magnificent Seven, een film die in het laatste lied wordt aangehaald.

## Musici
De vier musici van 10cc kunnen tezamen alle muziekinstrumenten bespelen en men wisselde daarom veelvuldig; de musici staan per nummer in het aparte artikel vermeld:
- Lol Creme
- Eric Stewart, leidde tevens de opnamen en was geluidstechnicus
- Graham Gouldman
- Kevin Godley

## Muziek
| Nr. | Titel                                 | Duur |
| --- | ------------------------------------- | ---- |
| 1.  | Une nuit à Paris (Godley en Creme)    | 8:38 |
| 2.  | I'm Not in Love (Gouldman en Stewart) | 6:01 |
| 3.  | Blackmail (Gouldman en Stewart)       | 4:24 |

| Nr. | Titel                                         | Duur |
| --- | --------------------------------------------- | ---- |
| 1.  | The Second Sitting for the Last Supper (10cc) | 4:24 |
| 2.  | Brand New Day (Godley en Creme)               | 4:04 |
| 3.  | Flying Junk (Gouldman en Stewart)             | 4:10 |
| 4.  | Life Is a Minestrone (Creme en Stewart)       | 4:41 |
| 5.  | The Film of My Love (Godley en Creme)         | 5:04 |

| Nr. | Titel                                             | Duur |
| --- | ------------------------------------------------- | ---- |
| 9.  | Life Is a Minestrone (singleversie)               |      |
| 10. | Channel Swimmer (B-kant van Life is a Minestrone) |      |
| 11. | I’m Not in Love (singleversie)                    |      |
| 12. | Good News (B-kant van I’m Not in Love)            |      |

## Albumlijsten
Het album belandde in Engeland (plaats 3), Nieuw-Zeeland (plaats 37) en de Verenigde Staten (plaats 15) in de albumlijsten, een gevolg van het succes van de singles Life Is a Minestrone en I'm Not in Love (nummer 1 in Engeland). In Nederland stond het 20 weken in de lijst met een hoogste notering op 16.
¹De typograaf paste qua hoofdlettergebruik niet de stijl toe van titels, maar gebruikte de Franse stijl; voor uniformiteit zijn ze hier op het gangbare hoofdlettergebruik aangepast. 

## Hitnotering

### NederlandseAlbum Top 100
| Hitnotering: (Week: 1 t/m 11) 15-03-1975 t/m 24-05-1975 Hitnotering: (Week: 12 t/m 20) 05-07-1975 t/m 30-08-1975 | Hitnotering: (Week: 1 t/m 11) 15-03-1975 t/m 24-05-1975 Hitnotering: (Week: 12 t/m 20) 05-07-1975 t/m 30-08-1975 | Hitnotering: (Week: 1 t/m 11) 15-03-1975 t/m 24-05-1975 Hitnotering: (Week: 12 t/m 20) 05-07-1975 t/m 30-08-1975 | Hitnotering: (Week: 1 t/m 11) 15-03-1975 t/m 24-05-1975 Hitnotering: (Week: 12 t/m 20) 05-07-1975 t/m 30-08-1975 | Hitnotering: (Week: 1 t/m 11) 15-03-1975 t/m 24-05-1975 Hitnotering: (Week: 12 t/m 20) 05-07-1975 t/m 30-08-1975 | Hitnotering: (Week: 1 t/m 11) 15-03-1975 t/m 24-05-1975 Hitnotering: (Week: 12 t/m 20) 05-07-1975 t/m 30-08-1975 | Hitnotering: (Week: 1 t/m 11) 15-03-1975 t/m 24-05-1975 Hitnotering: (Week: 12 t/m 20) 05-07-1975 t/m 30-08-1975 | Hitnotering: (Week: 1 t/m 11) 15-03-1975 t/m 24-05-1975 Hitnotering: (Week: 12 t/m 20) 05-07-1975 t/m 30-08-1975 | Hitnotering: (Week: 1 t/m 11) 15-03-1975 t/m 24-05-1975 Hitnotering: (Week: 12 t/m 20) 05-07-1975 t/m 30-08-1975 | Hitnotering: (Week: 1 t/m 11) 15-03-1975 t/m 24-05-1975 Hitnotering: (Week: 12 t/m 20) 05-07-1975 t/m 30-08-1975 | Hitnotering: (Week: 1 t/m 11) 15-03-1975 t/m 24-05-1975 Hitnotering: (Week: 12 t/m 20) 05-07-1975 t/m 30-08-1975 | Hitnotering: (Week: 1 t/m 11) 15-03-1975 t/m 24-05-1975 Hitnotering: (Week: 12 t/m 20) 05-07-1975 t/m 30-08-1975 |
| Week | 01 | 02 | 03 | 04 | 05 | 06 | 07 | 08 | 09 | 10 | 11 |
| --- | --- | --- | --- | --- | --- | --- | --- | --- | --- | --- | --- |
| Nummer | 37 | 20 | 16 | 16 | 23 | 29 | 34 | 33 | 29 | 43 | 49 |
| Week | | 12 | 13 | 14 | 15 | 16 | 17 | 19 | 19 | 20 | |
| Nummer | uit | 36 | 23 | 18 | 18 | 26 | 28 | 26 | 26 | 38 | uit |

Graham Gouldman · Eric Stewart · Kevin Godley · Lol Creme

Paul Burgess · Rick Fenn · Stuart Tosh · Duncan Mackay · Tony O'Malley